# Donostialdea
La Comarca de Donostialdea (o també Comarca de Sant Sebastià), és una comarca de la província de Guipúscoa, País Basc.

## Descripció

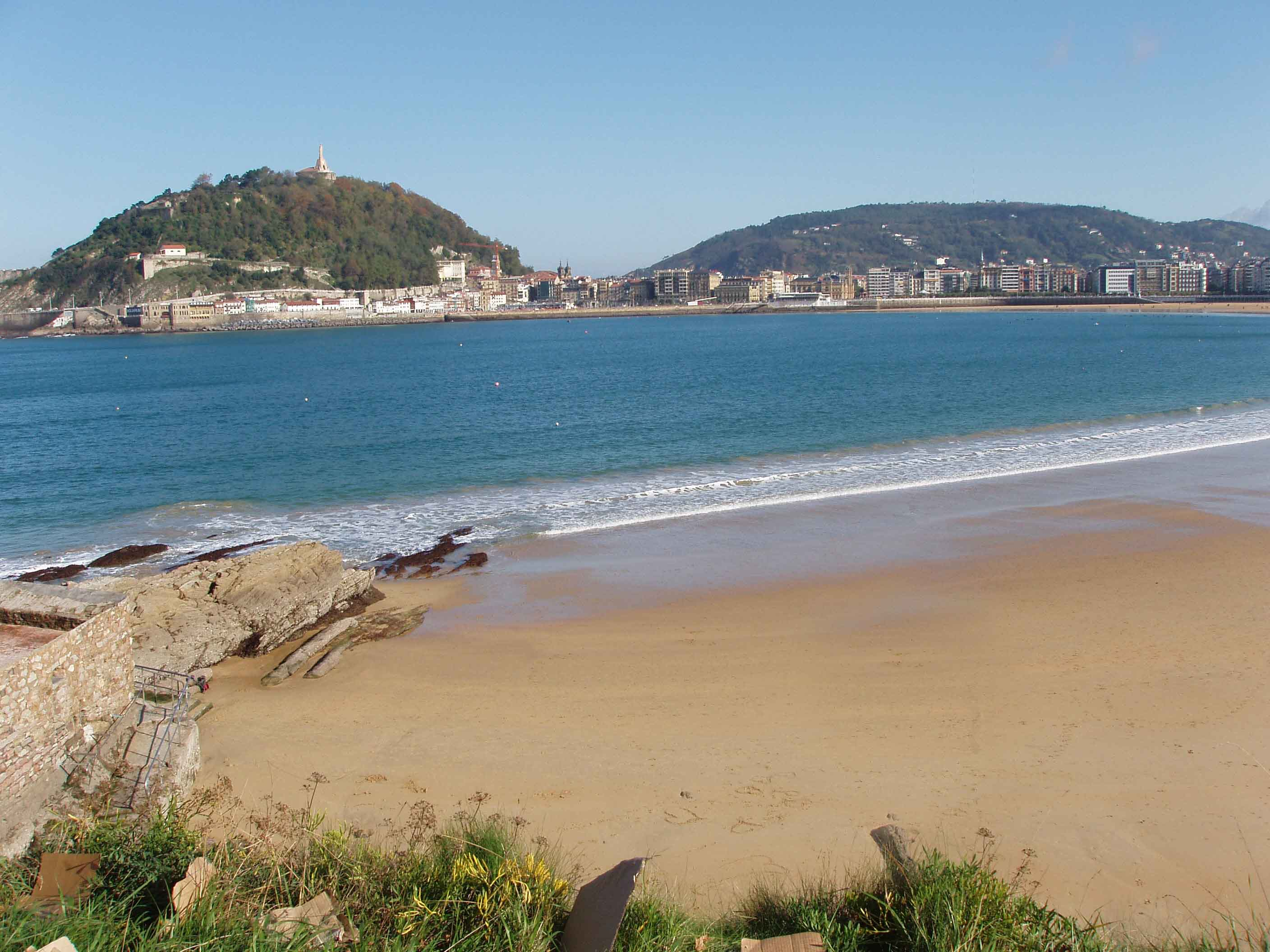
Vista de la Badia de Sant Sebastià

La Comarca de Donostialdea engloba les poblacions que per la seva proximitat es troben més estretament vinculades a la ciutat de Sant Sebastià, principal ciutat i cabdal de la província de Guipúscoa. La comarca forma en la pràctica una aglomeració urbana que ronda els 315.000 habitants.
La seva extensió és de 306 km². Està situada a la part nord-est de la província i ocupa la part baixa de les conques dels rius Urumea, Oiartzun i Oria, encara que no la desembocadura d'aquest últim. Limita per l'est amb la comarca del baix Bidasoa, pel sud-est amb Navarra (comarques de les Cinc Viles i Vall del Urumea), pel sud amb Tolosaldea i per l'oest amb Urola-Costa. Pel nord límita amb el Mar Cantàbric.
La comarca la componen els següents 11 municipis: Andoain, Astigarraga, Hernani, Lasarte-Oria, Lezo, Oiartzun, Pasaia, Errenteria, Sant Sebastià, Urnieta i Usurbil.
| #  | Municipi      | Població | % Població | Territori km² | Alcalde                | Partit Polític |
| -- | ------------- | -------- | ---------- | ------------- | ---------------------- | -------------- |
| 1  | Andoain       | 13.993   | 4,4        | 27,17         | Ana Karrere            | Bildu          |
| 2  | Astigarraga   | 4.156    | 1,3        | 11,89         | Jesus Mari Santos      | EAJ/PNV        |
| 3  | Hernani       | 18.836   | 5,9        | 39,82         | Luis Intxauspe Arozena | Bildu          |
| 4  | Lasarte-Oria  | 17.647   | 5,5        | 6,01          | Jesus Zaballos         | PSE-EE         |
| 5  | Lezo          | 5.912    | 1,9        | 8,59          | Kepa Garbizu           | EAJ/PNV        |
| 6  | Oiartzun      | 9.728    | 3,0        | 59,71         | Jexux Leonet           | Bildu          |
| 7  | Pasaia        | 16.104   | 5,1        | 11,34         | Izaskun Gomez          | PSE-EE         |
| 8  | Errenteria    | 37.874   | 11,9       | 32,26         | Julen Mendoza          | Bildu          |
| 9  | Sant Sebastià | 182.930  | 57,4       | 60,89         | Eneko Goia             | EAJ/PNV        |
| 10 | Urnieta       | 5.847    | 1,8        | 22,4          | Mikel Pagola Tolosa    | EAJ/PNV        |
| 11 | Usurbil       | 5.669    | 1,8        | 25,64         | Joxe Arregi            | Bildu          |
|    | Donostialdea  | 318.696  | 100        | 305,72        |                        |                |

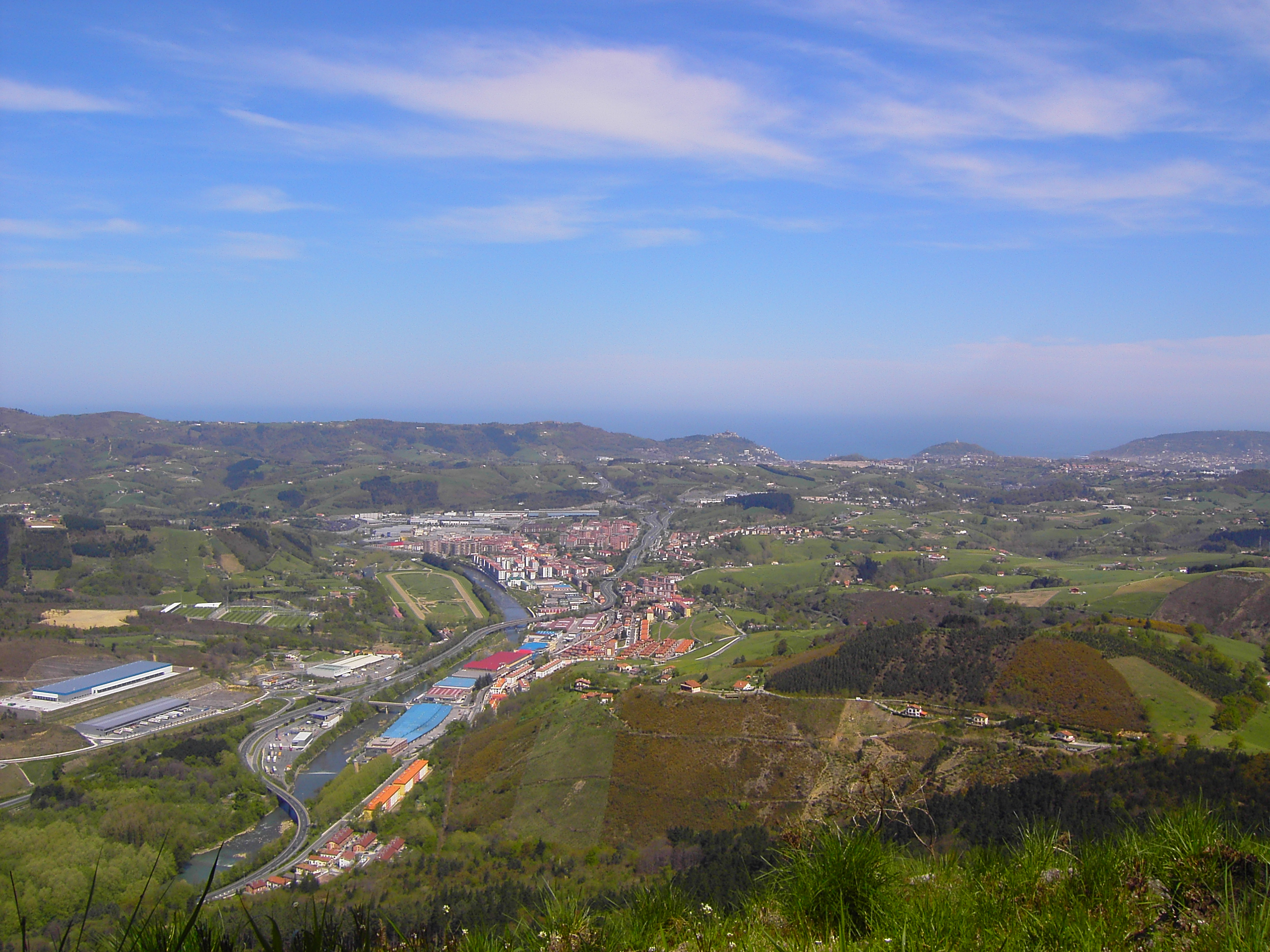
Vista de Lasarte-Oria des del mont. Al centre de la imatge es veu la ciutat de Lasarte-Oria, el riu Oria fa de límit de la localitat per l'oest. La riba esquerra (incloent el hipòdrom) pertany al barri de Zubieta de Sant Sebastià. En primer pla a l'esquerra es veu el barri d'Oria

De vegades la Comarca de Donostialdea sol subdividir-se en tres sub-comarques: 
- Oarsoaldea: Engloba la part més oriental de la comarca; amb els municipis situats a la vall del riu Oiartzun i de l'entorn de la Badia de Pasaia: Lezo, Oiartzun, Pasaia i Errenteria. Pren el seu nom d'Oarso, l'antic nom tant de la vall com de la Badia de Pasaia.

- Buruntzaldea: Engloba la part més occidental de la comarca; amb els municipis situats a les valls dels rius Oria i Urumea: Andoain, Astigarraga, Hernani, Lasarte-Oria, Urnieta i Usurbil. Pren el seu nom del mont Buruntza situat entre ambdós valls i gairebé equidistant entre les tres principals localitats: Andoain, Hernani i Lasarte-Oria.

- La ciutat de Sant Sebastià.